# اچ‌نوام‌اس توردنسکیولد
اچ‌نوام‌اس توردنسکیولد (به انگلیسی: HNoMS Tordenskjold) یک کشتی دفاع ساحلی است که طول آن ۹۲٫۶۶ متر (۳۰۴ فوت ۰ اینچ) می‌باشد. این کشتی در سال ۱۸۹۷ ساخته شد.